# Burg Limpurg

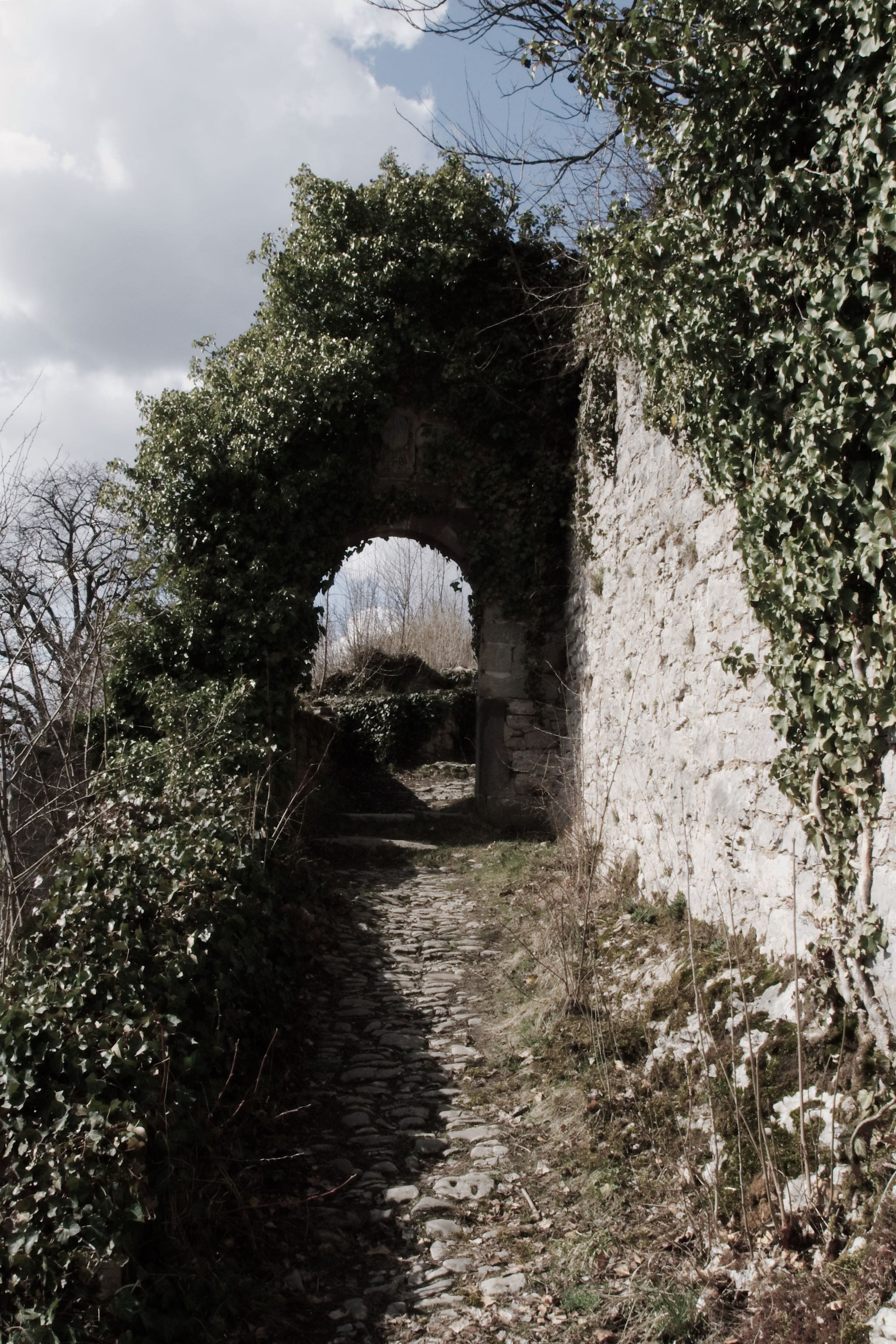
Tor der Ruine Limpurg

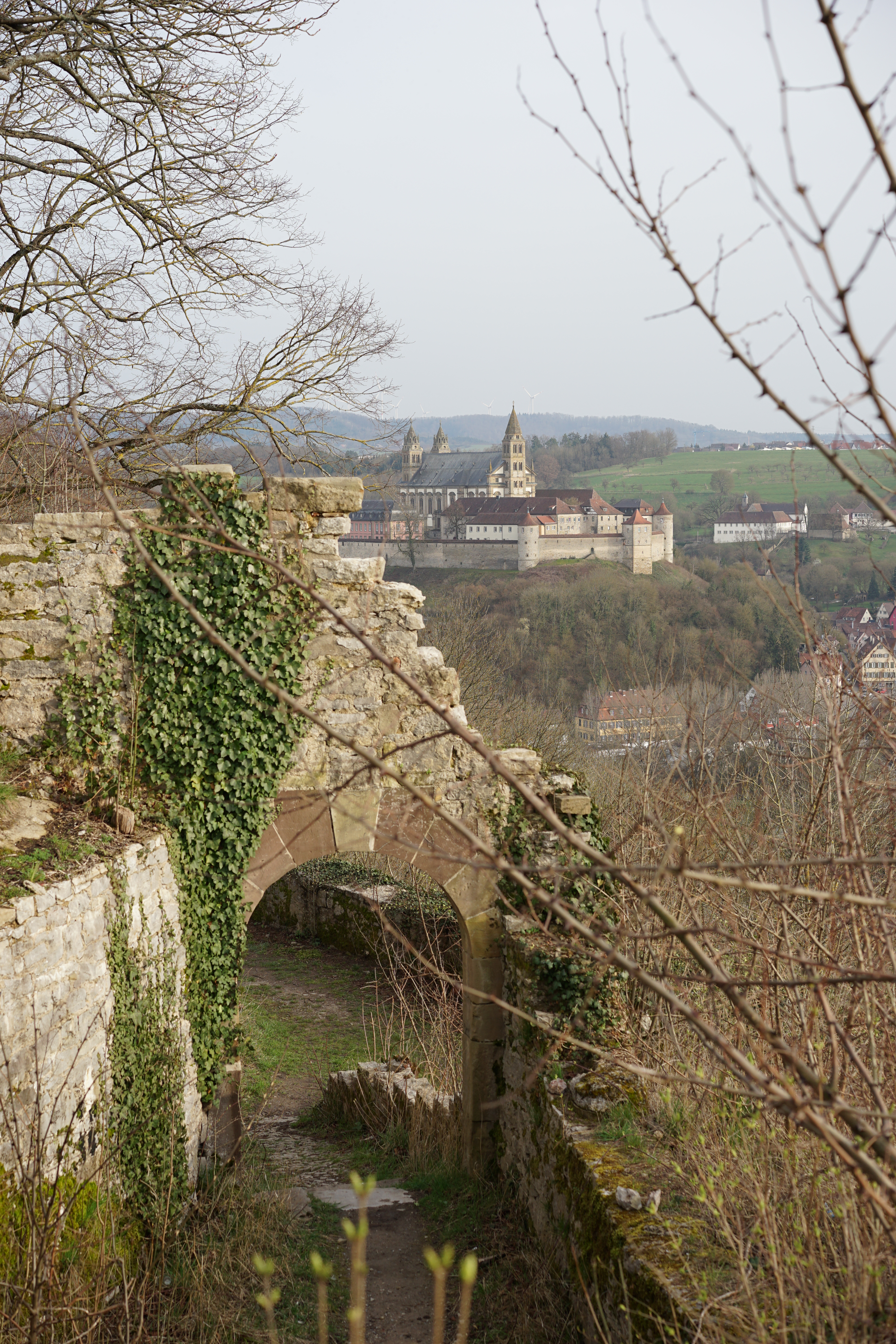
Burgtor von innen mit Blick Richtung Comburg

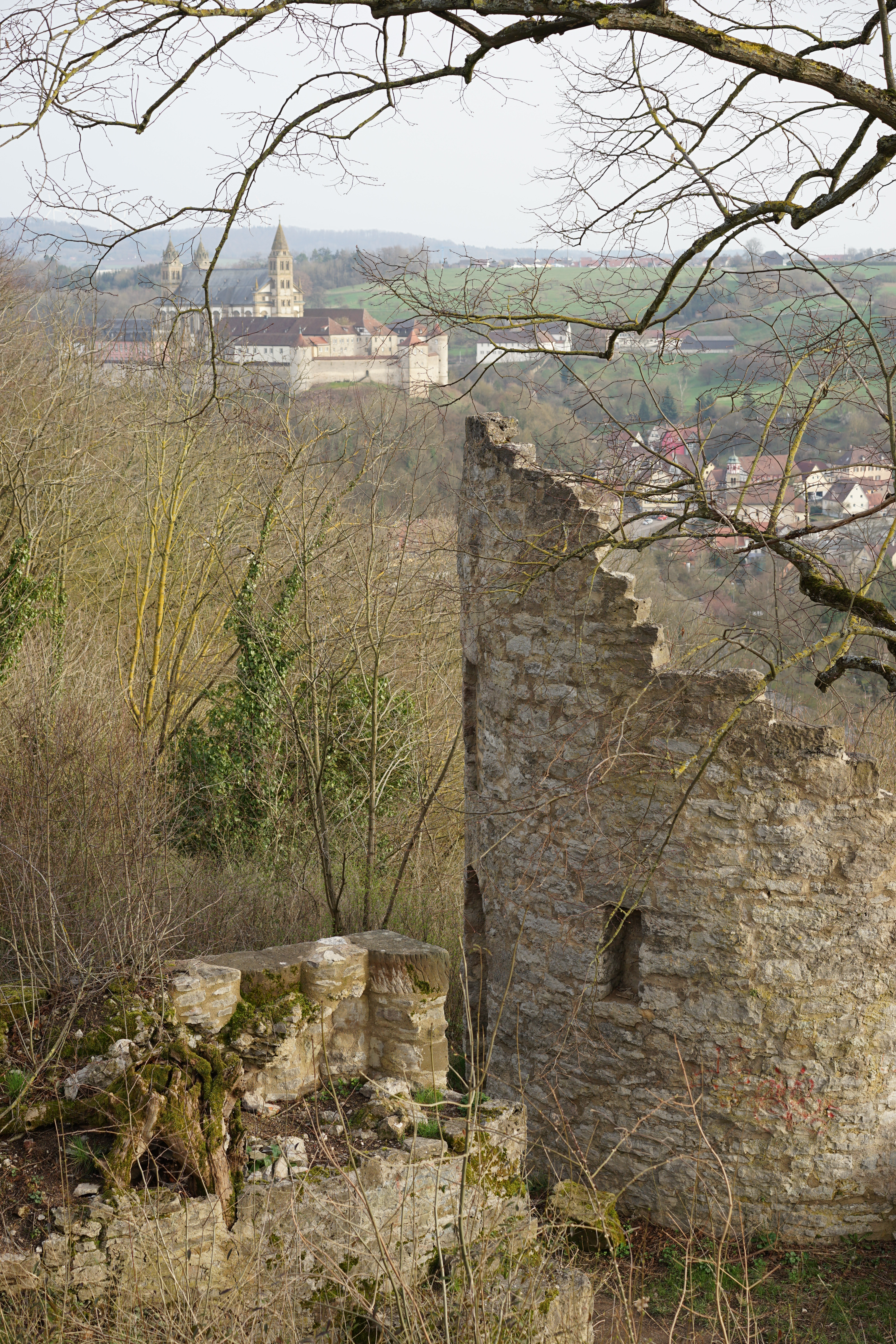
Ruine eines Burgturms, im Hintergrund die Comburg

Die Burg Limpurg ist die Ruine einer Spornburg und war die Stammburg der später in den Grafenstand aufgestiegenen Herren von Limpurg bzw. Schenken von Limpurg. Ihre Ruine steht heute noch am südlichen Stadtrand von Schwäbisch Hall.

## Lage
Die Limpurg liegt auf 356,7 m ü. NN etwa 1 km südöstlich des Zentrums der Schwäbisch Haller Altstadt oberhalb der Vorstadt Unterlimpurg auf einem in Richtung Westen vorspringenden Sporn der Haller Ebene vor dem heutigen Anwesen Oberlimpurg, innerhalb einer vermutlich vorgeschichtlichen (wohl keltischen) Befestigungsanlage, von der in der Natur noch ein Graben nach Süden gegen die obere Hangkante zu neben einem Feldwegknick gut erkennbar ist.

## Geschichte

### Vor- und Frühgeschichte
Von der etwa 150 m östlich des Burgbereichs verlaufenden Befestigungsanlage hat sich ein an die südwestliche Talkante anstoßender, etwa 40 m langer und bis zu 4 m hoher Rest eines Abschnittswalls mit vorgelagertem Graben erhalten. Meist bei Bauarbeiten gemachte Funde, die überwiegend aus dem Bereich des innerhalb des Walls gelegenen Hofguts Oberlimpurg stammen, belegen die Existenz einer Ansiedlung und wurden zunächst der spätjungsteinzeitlichen Michelsberger Kultur (4400–3500 v. Chr.) zugewiesen. Sie gehören aber neueren Forschungen zufolge eher zu einer stilistisch und zeitlich schwer einzuordnenden „spätneolithischen Mischkultur“. Für die Theorie, hier habe bereits eine steinzeitliche Befestigungsanlage bestanden, die durch die Kelten benutzt oder ausgebaut worden sei, sprechen lediglich einige wenige Funde aus der La-Tène-Zeit (500/450 v. Chr. bis um Chr. Geb.). Ein Zusammenhang dieser Spuren mit der im Bereich der Schwäbisch Haller Altstadt nachgewiesenen keltischen Saline ist naheliegend, kann aber nach derzeitigem Wissensstand nur vermutet werden. Der Abschnittswall selbst ist bislang nicht datierbar und könnte auch mittelalterlichen Ursprungs sein (z. B. zum Schutz des zur Burg gehörenden Hofguts).

### Mittelalter
Die mittelalterliche Burganlage wurde vermutlich durch Walter Schenk von Schüpf erbaut, der erstmals 1226 im Gefolge des deutschen Königs Heinrich (VII.) urkundlich erwähnt wird. Er stammte aus der im heutigen Main-Tauber-Kreis begüterten Familie der Schenken von Schüpf, die seit dem 12. Jahrhundert das Reichserbschenkenamt innehatte. Es wird angenommen, dass er durch die Heirat mit einer Erbin der Edelfreien von Bielriet in den Besitz von umfangreichen Gütern im Schwäbisch Haller Raum kam. Bis 1230 hat er offensichtlich auf Eigengut  eine neue Burganlage in unmittelbarer Nachbarschaft von Schwäbisch Hall errichtet. Diesem ursprünglichen Bau lassen sich stauferzeitliche Reste eines Bergfrieds und eines Palasgebäudes im Bereich der Kernburg zuordnen. Im Zusammenhang mit einer Schenkung Heinrichs (VII.) in diesem Jahr, bei der er als Zeuge erwähnt ist, wurde Walter erstmals als „pincerna de Limpurc“ bezeichnet. Hiermit liegt die erste indirekte Erwähnung der Burg vor. Die erste direkte Nennung erfolgte 1263 im Zusammenhang mit einer Güterschenkung der Brüder Walther und Konrad von Limpurg an das Kloster Lichtenstern bei Löwenstein. 
Nachdem Konrad von Limpurg im Zuge seiner Beteiligung am gescheiterten Aufstand Heinrichs (VII.) gegen Kaiser Friedrich II. seine Stammgüter verloren hatte, versuchte die Familie, am Kocher ein neues Herrschaftsgebiet mit der Limpurg als Mittelpunkt aufzubauen. Die Bemühungen um die Oberherrschaft in Schwäbisch Hall führten zu einem langwierigen Konflikt, in dem die Stadt mit dem „Wiener Schiedsspruch“ König Rudolfs von 1280 schließlich ihre Selbstständigkeit behaupten konnte. Die territoriale Expansion der späteren Reichsstadt Schwäbisch Hall blockierte in der Folge eine Weiterentwicklung des limpurgischen Territoriums.  
Eine groß angelegte Erweiterung der Burganlage wird auf das 15. und 16. Jahrhundert datiert und steht wohl im Zusammenhang mit einem erneuten Aufflammen der Konflikte mit Schwäbisch Hall in der Zeit der Schenken Georg (reg. 1470–1475) und Wilhelm (reg. 1475–1517). Der Bauhistoriker Dr. Eduard Krüger unterscheidet zwei Ausbauphasen. Um 1470 ist  die Burg demzufolge um eine südwestlich gelegene Vorburg mit Wirtschaftshäusern und eine verstärkte Toranlage erweitert worden. Um 1515 kamen östlich der Kernburg ein Zwingerbereich an Stelle des bisherigen Grabens, vor diesem ein tiefer Halsgraben mit einer aus zwei Türmen und einer Mauer bestehenden Grabensperre und ein Nebentor zur Badersklinge in Richtung Norden hinzu.  Auch ein Wohngebäude am westlichen Rand der Kernburg wird dieser Phase zugeordnet; von diesem hat sich u. a. der Teil eines Fenstergewändes mit einem Zackenfries erhalten. 
Schenk Erasmus von Limpurg (reg. 1530–1553) verkaufte 1541 die Burg Limpurg, die Siedlung Unterlimpurg und weitere Besitzungen für 45.700 Gulden an die Reichsstadt Schwäbisch Hall. Er begann zwar den Bau des Schlosses in Obersontheim, lebte aber bis zu seinem Tod in Crailsheim. Der bauliche Zustand der Burg muss zu diesem Zeitpunkt schlecht gewesen sein. Der Schwäbisch Haller Chronist Johann Herolt, ein Zeitgenosse, zitiert Kritik, es sei „ein tewerer Kauff umb solch ein alt, zerrissen, grundtlos Schlosz“ gewesen. Bereits in diesem Jahr haben die Haller umfangreiche Renovierungsarbeiten durchgeführt. In diesem Zusammenhang erwähnt Herolt einen durch den Felsen gehauenen Brunnen, der bis auf das Niveau des Kochers herunter reiche. Laut Eduard Krüger brachen die neuen Besitzer nach 1541 auch den staufischen Palas ab und erstellten nach Osten versetzt, aber noch teilweise auf dessen Grundriss, ein neues Gebäude, das als Sitz eines Burgvogts anzusehen sei. Der Entschluss, die gesamte Burganlage abzubrechen, kam wohl, weil die Reichsstadt nicht mehr bereit war, die Baukosten für die Erhaltung der Anlage aufzubringen. Der Abbruch muss 1575 weitgehend abgeschlossen gewesen sei, da der städtische Baumeister in diesem Jahr die Rechnung über das „abgeprochen Hauß zu Lympurch“ ablegen sollte.

## Einzelnachweise

Grundriss der Burg Limpurg nach den Ausgraben von 1905/06

### Neuzeit
Reste der Burgruine blieben sichtbar und scheinen bereits im 19. Jahrhundert gelegentlich von Wanderern und Spaziergängern aufgesucht worden zu sein. Zu ihnen gehörte der zeitweilig in Schwäbisch Hall lebende Dichter Eduard Mörike, der die Limpurg 1844 in einem Brief an seinen Freund Wilhelm Hartlaub beschrieb. Die efeubewachsenen Mauerreste selbst seien unbedeutend, der Platz böte aber eine bewundernswürdige Aussicht.  Der Gymnasialprofessor und spätere Schwäbisch Haller Ehrenbürger Georg Fehleisen leitete 1904/05 eine Ausgrabung der Ruine, in deren Verlauf auch einzelne Teile wiederhergestellt wurden. Anlass hierfür war die Entdeckung der Reste des Bergfrieds bei Planierungsarbeiten auf dem Burgareal. Zu den bei dieser Gelegenheit gemachten Einzelfunden gehören u. a. ein Fensterpfeiler aus dem 13. Jahrhundert und ein von einem Engel getragener Limpurger Wappenschild. In der Folge legte man nach Fehleisens Vorstellungen eine gartenartige Anlage an. Die nach heutigen Maßstäben unzureichende Dokumentation der Ausgrabungen und Instandsetzungsarbeiten erschwert eine Interpretation der Befunde erheblich. Es ist inzwischen schwierig, zwischen den originalen Ruinen und den Rekonstruktionen Fehleisens zu unterscheiden. Nach der Ausgrabung entwickelte sich die Limpurg zu einem beliebten Ausflugsziel, das auch häufig als Postkartenmotiv Verwendung fand. Ein „Öko-Trupp“ der Stadt führte 1985 weitere, ebenfalls nicht dokumentierte Grabungen durch.  